# Thagria hongdoensis
Thagria hongdoensis är en insektsart som beskrevs av Kae Kyoung Kwon och Lee 1979. Thagria hongdoensis ingår i släktet Thagria och familjen dvärgstritar. Inga underarter finns listade i Catalogue of Life.